# 支柱根

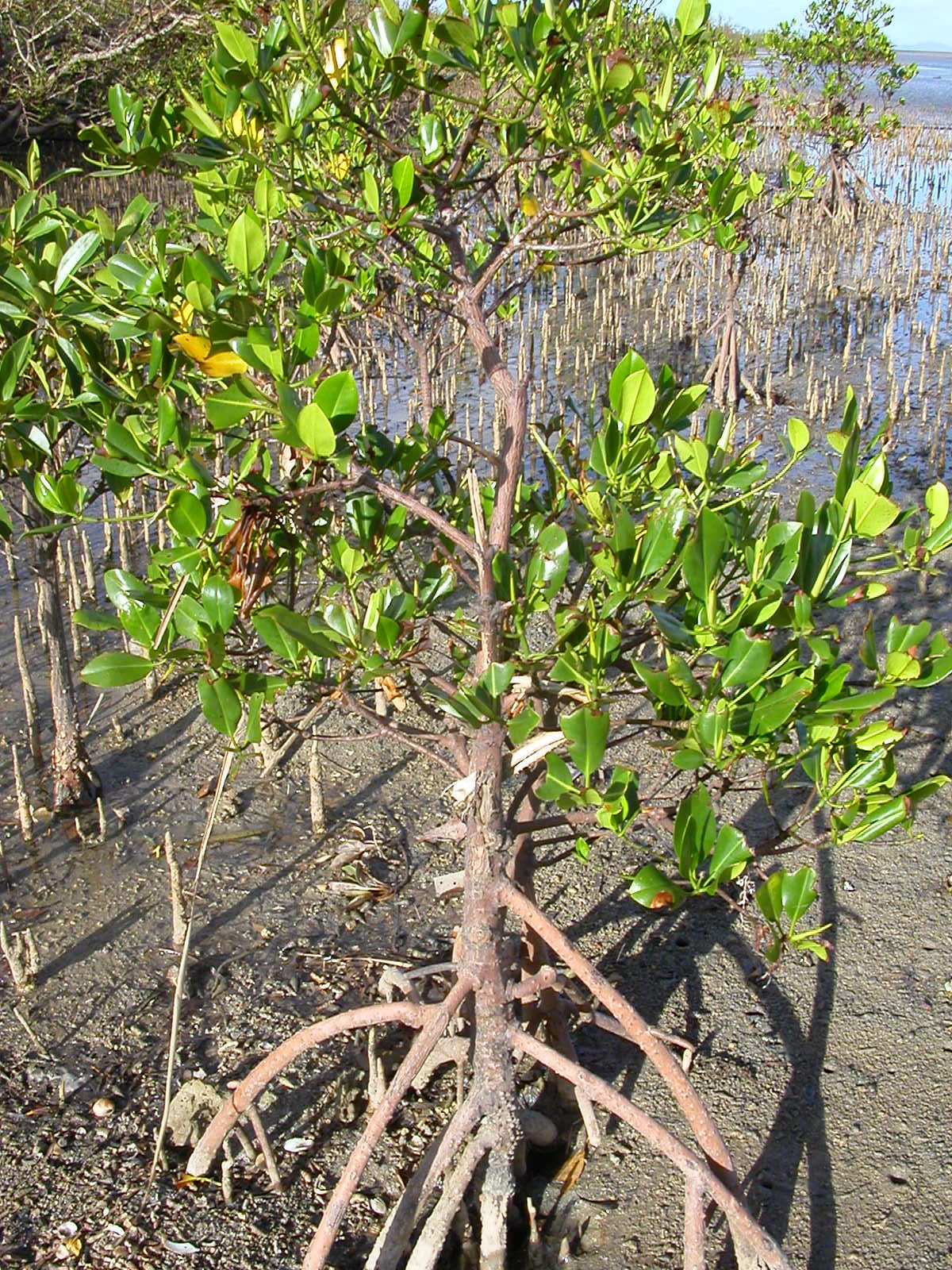
ヤエヤマヒルギの支柱根

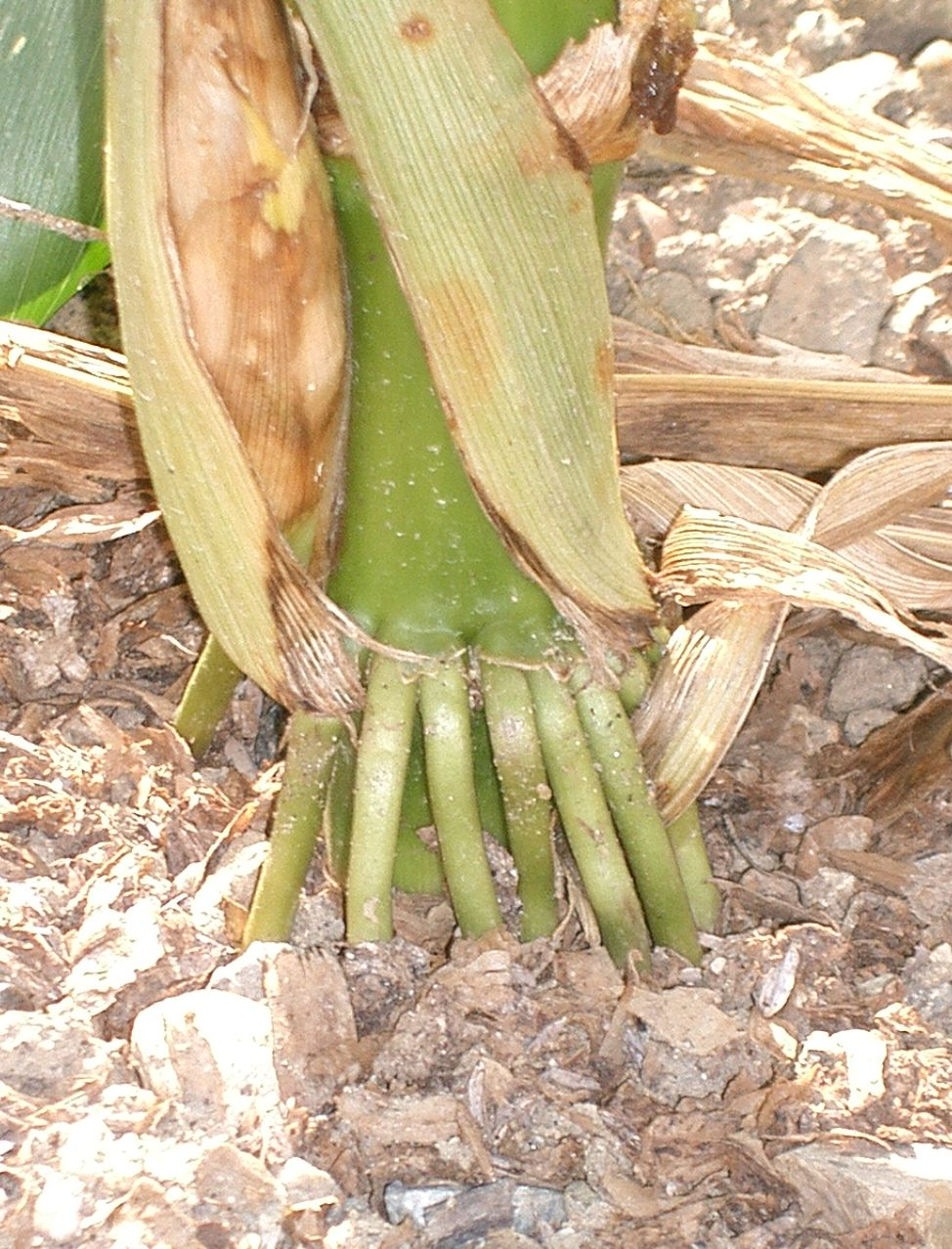
トウモロコシの支柱根

支柱根（しちゅうこん）は、木の根の構造の一つ。地表からタコ足状に斜めに根が伸び、木の幹を支える構造を言う。
マングローブや熱帯雨林を構成する樹種に見られる。タコノキは、支柱根をタコの足（触手）に見立てての命名である。身近な植物ではトウモロコシにも見られる。
マングローブを構成するヤエヤマヒルギなどの木は、マングローブ泥とよばれる特殊な泥質土壌に生育するので、地下部では酸素が不足しがちになる。そのため地表に顔を出す呼吸根を発達させるものが多い。ヤエヤマヒルギなどではそれが支柱根の形を取っている。また、潮間帯に生育するためにおこる、波による樹体へのストレスを和らげる働きもあると考えられる。
支柱根は地上部から出るため、気根との区別は難しい。普通は幹や枝から垂れ下がるものが気根で、斜めに出るものが支柱根である。